# Diwa ng awit
Diwa ng awit è un film del 1940 diretto da Manuel Silos, con protagonisti Africa de la Rosa, Rogelio de la Rosa e Carmen Rosales.
Annoverato tra le più celebri pellicole filippine dell'era prebellica, è uno dei film del sodalizio cinematografico Rosales-de la Rosa, affettuosamente chiamato "Mameng e Roger", dal grande successo durante gli anni quaranta.